# Kantale
Kantale är en administrativ by i Sri Lanka.   Den ligger i provinsen Östprovinsen, i den centrala delen av landet, 200 km nordost om huvudstaden Colombo.